# Лопухин, Александр Алексеевич
Александр Алексеевич Лопухин  (10 [22] февраля 1839 — 27 января [8 февраля] 1895, Ницца) — русский прокурор из рода Лопухиных, действительный статский советник (1874), камергер (1877).

## Биография
Родился в семье Алексея Александровича Лопухина (1813—1872) и Варвары Александровны, дочери князя А. П. Оболенского. М. Ю. Лермонтов, бывший сокурсник его отца, отозвался на его рождение стихотворением «Ребенка милого рожденье».
В 1858 выпущен юнкером I класса из Школы гвардейских подпрапорщиков. С 1866 года мировой судья в Москве. Своим толковым и бойким разбирательством дел Лопухин смог понравиться министру юстиции графу Палену. Последний в 1867 году выдвинул его на должность товарища прокурора при Московском окружном суде. В 1870-х гг. — прокурор Санкт-Петербургской судебной палаты. Лопухин был предшественником Кони на посту председателя Петербургского окружного суда.
Занимая во время дела Веры Засулич пост прокурора Петербургской судебной палаты, Лопухин (по свидетельству Кони, из попустительства желанию начальства не придавать данному делу политической окраски) не дал хода полученной во время расследования телеграмме прокурора Одесской палаты со сведениями о принадлежности обвиняемой к революционной партии. В результате состоявшегося оправдания Засулич Лопухин был смещен со своего поста и, будучи действительным статским советником и камергером, назначен (1879) «председателем особой комиссии при императорском посольстве в Константинополе». С 1882 года — председатель Варшавского окружного суда.
По отзыву современника, Лопухин был человек способный и обладал недюжинным природным умом. Красавец собой, с густою гривою волос, седых с двадцатипятилетнего возраста, он пользовался исключительным успехом у женщин, которых, со своей стороны, был большим и тонким ценителем. Разойдясь с женой, в Варшаве он сошелся с Ольгою Фёдоровною Добровольской (ум. 1917) и задумал на ней жениться. Но будучи формально женатым, не смог получить у жены согласия на расторжение брака. Поэтому он отправился с Ольгою Федоровной в Болгарию и там с нею обвенчался. Узнав о двоеженстве Лопухина, император Александр III отправил его в отставку.
Уволенный со службы Лопухин остался жить в Варшаве, где занялся адвокатурою. Он тяжело переживал крушение своей карьеры и страдал он от непризнания его второго брака семьею и обществом. Похоронен в Ницце на Русском кладбище (фото могилы).

## Личная жизнь
Жена — Елизавета Дмитриевна Голохвастова (29.01.1841 — 18.03.1909), дочь Дмитрия Павловича Голохвастова. По словам современника, Елизавета Дмитриевна была особой по внешним качествам абсолютно неинтересной, и её брак с «красавцем и богатырем» Лопухиным был заключен «по рассудку». Будучи женщиной с характером и неглупой, она крайне нетерпимо относилась к изменам мужа и настойчиво и упорно с этим боролась. Однажды, устав от ревности жены, Лопухин ушел из дома окончательно и более не возвращался, вверив ей воспитание
своих пятерых сыновей. С этою задачею она справилась и показала себя хорошей матерью. 

Елизавета Дмитриевна была нехороша собой, и на ней, вероятно не без мысли о ее большом состоянии, женился Александр Алексеевич Лопухин, послуживший прототипом для Стивы Облонского: это мне, со слов Л. Н. Толстого, говорил П. Д. Голохвастов. Мать Лопухина была княжна Оболенская, и в нем Толстой нашел характерные черты этого очень типичного рода с его пережившим века родовым складом: еще К. С. Аксаков писал: «весь Оболенских клан». При Грозном, как известно, они считались сотнями. Лопухин обладал всеми привлекательными и беспорядочными свойствами Стивы. Помимо того, что он спустил бо́льшую часть состояния – Елизавета Дмитриевна была с ним очень несчастлива. Наконец, он ее бросил и, без развода, умудрился обвенчаться с другой, за что император Александр III велел выйти ему в отставку; но сама Елизавета Дмитриевна, ради детей, не допустила судебного дела. Ей удалось крайней бережливостью спасти остаток состояния и дать образование своим пятерым сыновьям. Старший, Алексей, впоследствии известный директор департамента полиции, осужденный и сосланный, у нас не бывал, Дмитрий бывал сравнительно редко, а трое младших: Борис, Виктор и Юрий – постоянно. Елизавета Дмитриевна была очень расположена к нам обоим. Ее нельзя было не ценить за ум, энергию, твердые правила; но характер у нее был тяжелый, и уживаться с нею было трудно.. — В. Н. Лясковский
.

В браке родились:
- Алексей (1864—1928), директор Департамента полиции
- Дмитрий (1865—1914), герой Первой мировой войны, генерал[5].
- Борис (ум. 1918), предводитель дворянства Слуцкого уезда Минской губернии, расстрелян в имении под Орлом.
- Виктор (1868—1933), губернатор ряда российских губерний.
- Юрий (ум. 1917), товарищ прокурора Витебского, затем — Московского окружных судов, расстрелян большевиками.